# Cancer Epidemiology, Biomarkers & Prevention
Cancer Epidemiology, Biomarkers & Prevention est une revue médicale revue par les pairs consacrée à la recherche sur l'épidémiologie des cancers. Les sujets abordés sont aussi bien l'épidémiologie descriptive, analytique, biochimique et moléculaire que l'utilisation l'utilisation des biomarqueurs dans l'étude des processus néoplasiques et prénéoplasiques chez les êtres humains, la chimioprévention et les études sur d'autres méthodes de prévention et le rôle des facteurs comportementaux dans l'étiologie des cancers ou leur prévention.
Indexée par ISI la revue Cancer Epidemiology, Biomarkers & Prevention bénéficie un facteur d'impact de 4,125 pour l'année 2014, tel que présenté dans les Journal Citation Reports de Thomson Reuters, la classant 53e parmi 211 journaux de la catégorie Oncology et 17e parmi 162 journaux de la catégorie Public, environmental & occupational health.